# Auloniella
Auloniella maculisterna es una especie de araña araneomorfa de la familia Lycosidae. Es el único miembro del género monotípico Auloniella. Es originaria de Tanzania.